# Asplenium distans
Asplenium distans là một loài dương xỉ trong họ Aspleniaceae. Loài này được D. Don mô tả khoa học đầu tiên năm 1825.